# Andorras flag
Andorras flag blev indført i 1866. Det erstattede et tidligere tofarvet flag i rødt og gult. Det nuværende flag hævdes at være indført på ordre af Napoleon 3. af Frankrig, dette er dog ikke verificeret.
Flaget består af en lodret delt trikolore med blåt felt mod stangen, gult i midten og rødt yderst med rigsvåbenet i centrum.
Det er tilfældigt, at Andorras flag i større eller mindre grad er identisk med Moldovas, Rumæniens og Tchads flag.